# Meritor
Meritor, Inc. est une société américaine basée à Troy, dans le Michigan, qui fabrique des composants automobiles pour les fournisseurs militaires, des camions et des remorques. Meritor est une entreprise Fortune 500.
En 1997, Rockwell International a séparé son activité automobile sous le nom de Meritor. En 2000, ArvinMeritor est né de la fusion de Meritor Automotive, Inc. et Arvin Industries, Inc.
Le 1er février 2011, il a été annoncé que la société reprendrait son nom en Meritor, Inc. lors du Mid-American Truck Show fin mars. Le changement de nom a été complété avec succès et lancé le 30 mars 2011.
Le 22 février 2022, il a été annoncé que Cummins acquerrait Meritor pour 3,7 milliards de dollars.

## Direction
Charles "Chip" McClure, ancien président et directeur de l'exploitation de Federal Mogul Corp., a été PDG de Meritor de 2004 à 2013. Sous sa direction générale, Meritor a achevé la cession du segment des véhicules de tourisme en janvier 2011, catégorisant ce fabricant/fournisseur mondial en dehors de l'industrie automobile. Avec sa focalisation sur la production de composants de systèmes de véhicules utilitaires, Meritor a annoncé une perte continue des ventes avec un chiffre d'affaires total de 63 millions de dollars en 2011 et de 52 millions de dollars en 2012. En août 2013, Ivor J. "Ike" Evans a été nommé nouveau PDG par intérim de Meritor, qui est membre du conseil d'administration de Meritor Inc. depuis 2005. Ivor Evans a été président et chef de l'exploitation d'Union Pacific Railroad de 1998 à 2004, et vice-président d'Union Pacific Cooperation de janvier 2004 à 2005. En juillet 2015, Jeffrey "Jay" Craig a été nommé PDG de Meritor, qui a ensuite été remplacé par Chris Villavarayan en 2020.

## Activité principale
L'activité de Meritor comprend des essieux, des systèmes de freinage et de sécurité, des transmissions, des suspensions, des remorques, des solutions de rechange  pour les industries de la défense et les véhicules utilitaires, y compris les camions, les remorques, les autobus/autocars et les véhicules tout-terrain. Meritor conçoit des produits diversifiés fournissant différents équipementiers, notamment Daimler, Navistar et Volvo.

### Dans le monde

#### Amérique du Nord
Comportant plus de 4700 employés, les installations commerciales en Amérique du Nord comprennent divers sites de distribution au Canada, plusieurs usines de production au Mexique et des installations d'administration, de production, de distribution, de vente et de centres techniques aux États-Unis.

#### Amérique du Sud
L'entreprise Meritor en Amérique du Sud, qui a été établie au Brésil, emploie plus de 1700 employés. Il y a quatre usines de fabrication, un centre de distribution, deux centres d'ingénierie, trois bureaux administratifs et un bureau de vente.

#### Europe
En Europe, depuis 2013, Meritor possède des bureaux administratifs répartis en France, aux Pays-Bas, en Russie, en Suisse, en Turquie et au Royaume-Uni, et des sites de production en Italie, en Suède, en Belgique, au Royaume-Uni, ainsi qu'en France, et un point de vente en Espagne.

#### Asie-Pacifique
Meritor possède des productions en Australie et à Singapour, ainsi que des coentreprises de développement, des centres de distribution et des points de vente en Chine et en Inde. La société emploie près de 1800 employés dans la région Asie-Pacifique et est présente dans la région depuis près de 30 ans.